# Snyder Rocks
Die Snyder Rocks sind eine kleine Gruppe von Felsvorsprüngen an der Knox-Küste des ostantarktischen Wilkeslands. Sie ragen 5 km westlich der Mündung des Underwood-Gletschers auf.
Kartiert wurden sie anhand von Luftaufnahmen, die bei der Operation Highjump (1946–1947) entstanden. Das Advisory Committee on Antarctic Names benannte sie 1955 nach Mark G. Snyder, der bei der Operation Windmill (1947–1948) an der Errichtung astronomischer Beobachtungsstationen entlang der Kaiser-Wilhelm-II.-Küste, der Budd-Küste und der Knox-Küste beteiligt war.